# Fauzi al-Kawukdżi

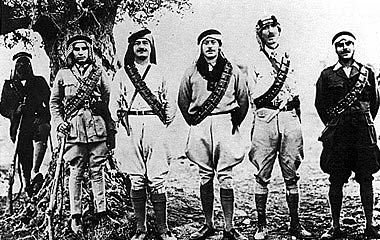
Fauzi al-Kawukdżi (trzeci od prawej strony), 1936

Fauzi al-Kawukdżi (ur. 19 stycznia 1890 w Trypolisie, zm. 5 czerwca 1977 w Bejrucie) – arabski wojskowy, dowódca Arabskiej Armii Wyzwoleńczej podczas wojny domowej w Mandacie Palestyny i I wojny izraelsko-arabskiej. Główny rywal przywódcy palestyńskich Arabów, Muhammada Amina al-Husajniego.

## Dzieciństwo i młodość
Fauzi al-Kawukdżi urodził się w 1890 roku w Trypolisie będącym wówczas częścią Imperium Osmańskiego (obecnie Liban).

## Kariera wojskowa
W młodości wyjechał do Stambułu, gdzie ukończył akademię wojskową kawalerii i jako oficer rozpoczął służbę w tureckiej armii. Został wysłany do Mosulu w Iraku, a następnie do Palestyny. Bardzo szybko został sympatykiem arabskich nacjonalistów. Podczas I wojny światowej uczestniczył w walkach z brytyjską armią na terenie Palestyny. Później opuścił turecką armię i przyłączył się do arabskich sił emira Fajsala I, walcząc w 1920 roku w Syrii przeciwko Francuzom.

### Syria
Po przegranej syryjskich powstańców al-Kawukdżi wstąpił do francusko-syryjskiej Armii Lewantu (Armée du Levant), służąc francuskiemu Mandatowi Syrii i Libanu. Przeszedł wówczas zawodowe szkolenie wojskowe w akademii École Spéciale Militaire de Saint-Cyr we Francji. Gdy w 1925 wybuchło powstanie Druzów w Syrii, al-Kawukdżi zdezerterował z armii i dołączył do powstańców, stając na czele walk razem z Sultanem al-Atraszem.

### Arabia i Irak
Po stłumieniu powstania Francuzi w 1927 roku zaocznie skazali go na śmierć. Al-Kawukdżi uniknął aresztowania i uciekł do Arabii Saudyjskiej, gdzie od 1928 roku pomagał Abd al-Azizowi ibn Su’udowi w tworzeniu armii saudyjskiej. W 1932 roku na wezwanie króla Fajsala I przyjechał do Iraku i utworzył w Bagdadzie Akademię Wojskową. Przekazywał Arabom swoje doświadczenie wojskowe z francuskiej armii. Przez cały ten czas nie zrywał więzi z ruchem panarabizmu. W 1934 roku przygotowywał wybuch powstania arabskiego we francuskim Mandacie Syrii i Libanu i brytyjskim Mandacie Palestyny. Zobowiązał się, że jeśli powstanie wybuchnie, to zapewni dostawy broni z Iraku i będzie prowadzić werbunek oraz szkolenie ochotników. Gdy w 1936 roku w Syrii wybuchł strajk generalny, al-Kawukdżi rozpoczął przygotowywać swoich ludzi do wojny. Jego działania zostały jednak powstrzymane, ponieważ francuskie władze mandatowe przystąpiły do negocjacji z Syryjczykami.

### Palestyna
Gdy w kwietniu 1936 roku wybuchło arabskie powstanie w Palestynie, al-Kawukdżi zaangażował się w pomoc palestyńskim powstańcom. Wysłuchał wezwania wielkiego muftiego Jerozolimy Muhammada Amina al-Husajniego i na czele stu irackich ochotników wyruszył do Palestyny. Po przejściu przez Emirat Transjordanii, w sierpniu 1936 roku wkroczyli do Doliny Bet Sze’an. Dołączyło tutaj do niego około 60 Syryjczyków i 30 Druzów. W owym czasie w Mandacie Palestyny nie działał jeszcze żaden podobnie zorganizowany oddział powstańców. Al-Kawukdżi starał się działać z zachowaniem zewnętrznego wyglądu wojskowego. Szkolił swoich ludzi wykorzystując wojskowe metody szkoleń, oraz narzucał dyscyplinę lokalnym liderom milicji. Zorganizował własną sieć informatorów, szpiegów i zdrajców, którzy działali przeciwko brytyjskim władzom mandatowym. Wykorzystywał przy tym arabskich dziennikarzy i syryjskie dzienniki do publikowania komunikatów z prowadzonych działań i werbowania nowych ochotników. Gazety bardzo szybko wykreowały go na bohatera, a następnie arabska ludność w Palestynie uznała w nim wojskowego przywódcę powstania. Sam siebie nazywał „Przywódcą Rewolucji Arabskiej w Południowej Syrii”. Jego oddział prowadził działania w rejonie miast Nablus, Tulkarm i Dżanin w Samarii. Początkowo utrzymywał przyjazne kontakty z klanem Husajnów, jednak z czasem stosunki te pogorszyły się ze względu na przyjaźń z klanem Naszaszibi.
3 września 1936 roku al-Kawukdżi zorganizował pierwszą zasadzkę na brytyjski konwój wojskowy na drodze z Hajfy do Damaszku. Starcie przerodziło się w całodniową bitwę, podczas której brytyjskie samoloty zrzuciły bomby na powstańców wycofujących się w góry. Brytyjczycy uznali, że ten atak uderzył w prestiż brytyjskiej armii na Bliskim Wschodzie i zaczęli koncentrować większe siły do walki z al-Kawukdżim. Gdy 24 września przygotował on następną zasadzkę w rejonie Nablusu, brytyjski wywiad zdołał wyprzedzić przebieg wydarzeń i powstańcy spotkali się z przeważającymi siłami wojska i samolotami. W rezultacie al-Kawukdżi stracił 60 ludzi i musiał uciekać. Brytyjczycy przeprowadzili wówczas akcję pościgową i 29 września al-Kawukdżi stracił na północny zachód od Nablusu kolejnych 30 ludzi. Wojsko nie przerwało swoich dalszych działań i 6 października zniszczyło oddział powstańców w Hebronie, 8 października zaatakowano siedzibę al-Kawukdżiego w Bet Sur. Jednocześnie Brytyjczycy prowadzili dużą kampanię dyplomatyczną, zmuszając Wysoki Komitet Arabski do zakończenia w dniu 11 października strajku generalnego. Al-Kawukdżi uznał, że zawieszenie broni jest jedyną szansą na ocalenie swoich sił przed całkowitym zniszczeniem. Ogłosił więc jednostronne zawieszenie broni, licząc, że uzyska w ten sposób czas na odbudowę swoich oddziałów. Brytyjczycy dowiedzieli się jednak o tych zamiarach, i 22 października otoczyli niedobitki sił al-Kawukdżiego. Wysoki Komitet Arabski wystąpił wówczas w jego obronie i zagroził wznowieniem strajku generalnego, jeśli armia będzie kontynuować działania przeciwko powstańcom. Arabowie uznali to za naruszenie przez Brytyjczyków warunków zawieszenia broni. W rezultacie brytyjskie oddziały otrzymały rozkaz wstrzymania dalszych działań i al-Kawukdżi uciekł 25 października ze swoimi ludźmi do Transjordanii. Zamierzał pozostać w Emiracie Transjordanii, zostało to jednak nieprzychylnie przyjęte przez emira Abd Allaha I. W rezultacie al-Kawukdżi powrócił do Iraku.

### Kontakty z nazistami
Po wybuchu II wojny światowej w irackich kręgach rządzących narastały nastroje antybrytyjskie. Ich wyrazem był zamachu stanu przeprowadzony w kwietniu 1941 roku przez nacjonalistycznego byłego premiera i współzałożyciela Bractwa Muzułmańskiego Raszida Alego al-Kilani. Związał on swoje nadzieje z niemieckimi nazistami i zamierzał wyrzucić z kraju Brytyjczyków. Jego planom sprzyjały niemieckie sukcesy wojenne w Afryce Północnej. Raszid Ali al-Kilani po sformowaniu rządu obrony narodowej wysłał notę do władz brytyjskich ostrzegającą przed jakąkolwiek interwencją w Iraku i zabraniającą lądowania w kraju nowych sił brytyjskich. Brytyjczycy postanowili jednak odzyskać kontrolę nad Irakiem i przeprowadzili operację Sabine, tłumiąc do końca maja 1941 roku arabskie powstanie. Al-Kawukdżi rozważał wówczas wraz z towarzyszami broni możliwość poddania się Brytyjczykom, jednak faszystowski rząd Vichy przyznał mu ułaskawienie, odstępując od kary śmierci i zezwalając na schronienie się w Syrii. Postawiono mu przy tym warunek, że będzie nadal kontynuować walkę z Brytyjczykami po stronie państw Osi. Al-Kawukdżi zorganizował oddział liczący około 500 ochotników i prowadził wojnę partyzancką na terytorium Iraku. Relacje jeńców mówią, że al-Kawukdżi okrutnie ich traktował, wielokrotnie stosując tortury podczas przesłuchań. 24 czerwca 1941 został ciężko ranny. Po przyjeździe do Syrii Niemcy ewakuowali go do Aten, gdzie wyleczył rany. W tym czasie jego jednostka została zepchnięta na terytorium Syrii.

Następnie al-Kawukdżi przeniósł się do Berlina, gdzie w 1942 roku poznał Niemkę Lizolettov, która później została jego trzecią żoną. Został oficerem Wehrmachtu i przygotowywał się do prowadzenia działań szpiegowsko-dywersyjnych na terenie brytyjskiego Mandatu Palestyny. Plany te pokrzyżował wielki mufti Jerozolimy al-Husajni, który wysłał do Berlina list, oskarżający al-Kawukdżiego o szpiegostwo na rzecz Brytyjczyków. W 1945 roku aresztowały go wojska radzieckie. W niewoli przebywał do lutego 1947 roku. Z Niemiec wyjechał do Paryża, stamtąd poprzez Egipt dostał się do Libanu. Wyraził on wówczas swoje poglądy, które były wyrażeniem poglądów nazistów: 
„Walka pomiędzy Żydami i Arabami jest wojną ... Jedyną możliwością jest unicestwienie wszystkich Żydów, zarówno w Palestynie, jak i we wszystkich krajach arabskich”.

### Wojna o Palestynę
30 listopada 1947 roku została przyjęta Rezolucja Zgromadzenia Ogólnego ONZ nr 181 w sprawie podziału Palestyny na dwa państwa: żydowskie i arabskie. W jej wyniku, dzień później rozpoczęła się wojna domowa w Mandacie Palestyny. W grudniu tego roku Liga Państw Arabskich rozpoczęła formowanie sił Arabskiej Armii Wyzwoleńczej, której dowódcą został al-Kawukdżi. Bardzo szybko na terenie Syrii zgromadziło się kilka tysięcy arabskich ochotników, dla potrzeb których przygotowano kilka ośrodków szkoleniowych. Od marca 1948 roku prowadzili działania wojskowe w Mandacie Palestyny. Al-Kawukdżi nigdy nie współpracował z Armią Świętej Wojny podporządkowaną klanowi Husajnów, chociaż w maju al-Kawukdżi i Amin al-Husajni formalnie się pogodzili. Arabska Armia Wyzwoleńcza koncentrowała swoje działania na północy Palestyny, gdzie bez powodzenia zaatakowano żydowskie osiedla Tirat Cewi, Ilanijja, Ramat Jochanan i Miszmar ha-Emek. Podczas I wojny izraelsko-arabskiej, Arabska Armia Wyzwoleńcza nadal prowadziła działania w Galilei, usiłując przerwać komunikację pomiędzy żydowskimi osiedlami. Świadkowie mówili, że al-Kawukdżi bardziej przypominał niemieckiego oficera niż Araba. W październiku 1948 roku Izraelczycy przeprowadzili operację Hiram, w trakcie której rozbito siły arabskie w Galilei. Główna siedziba al-Kawukdżiego w wiosce Tarszicha została zdobyta, a sam al-Kawukdżi uciekł do Libanu.

## Lata późniejsze
Po wojnie al-Kawukdżi powrócił do Syrii, gdzie w 1949 roku został mianowany doradcą rządu. Wokół al-Kawukdżiego istniała aura arabskiego bojownika narodowowyzwoleńczego. Był przykładem bohatera dla arabskich nacjonalistów. Resztę swojego życia spędził w Damaszku, a po przejściu na emeryturę wyjechał do Bejrutu w Libanie, gdzie zmarł w 1977 roku.